# Vallonia enniensis
Vallonia enniensis is een slakkensoort uit de familie van de Valloniidae. De wetenschappelijke naam van de soort is voor het eerst geldig gepubliceerd in 1856 door Gredler.